# Azeri futsalválogatott
Az azeri futsal-válogatott Azerbajdzsán nemzeti csapata, amelyet az Azeri labdarúgó-szövetség irányít.

## Története
Azerbajdzsán futsal válogatottja a Futsal Európa Bajnokságok történetében 2010-ben mutatkozott be a legjobbak között.
Első szereplése alkalmával a 4. helyen végzett, mivel a bronzmérkőzésen Csehország együttesétől vereséget szenvedett.

## Futsal Azerbajdzsánban
Azerbajdzsán leghíresebb futsal csapata az Araz Naxcivan. A 2004-2005-ös bajnokság óta zsinórban 5 bajnokságot és 5 kupagyőzelmet ért el hazájában. A válogatott meghatározó játékosai is ebben a klubban játszanak.

## Futsal-világbajnokság
| Év       | Eredmény      | Hely | M | Gy | D | V | Rg | Kg | Gk | P |
| -------- | ------------- | ---- | - | -- | - | - | -- | -- | -- | - |
| 1989     | Nem jutott be | –    | – | –  | – | – | –  | –  | –  | – |
| 1992     | Nem jutott be | –    | – | –  | – | – | –  | –  | –  | – |
| 1996     | Nem jutott be | –    | – | –  | – | – | –  | –  | –  | – |
| 2000     | Nem jutott be | –    | – | –  | – | – | –  | –  | –  | – |
| 2004     | Nem jutott be | –    | – | –  | – | – | –  | –  | –  | – |
| 2008     | Nem jutott be | –    | – | –  | – | – | –  | –  | –  | – |
| Összesen | 0/6           | –    | – | –  | – | – | –  | –  | –  | – |

## Futsal-Európa-bajnokság
| Év       | Eredmény      | Hely | M | Gy | D | V | Rg | Kg | Gk | P |
| -------- | ------------- | ---- | - | -- | - | - | -- | -- | -- | - |
| 1996     | Nem jutott be | -    | - | -  | - | - | -  | -  | -  | - |
| 1999     | Nem jutott be | –    | – | –  | – | – | –  | –  | –  | – |
| 2001     | Nem jutott be | –    | – | –  | – | – | –  | –  | –  | – |
| 2003     | Nem jutott be | –    | – | –  | – | – | –  | –  | –  | – |
| 2005     | Nem jutott be | –    | – | –  | – | – | –  | –  | –  | – |
| 2007     | Nem jutott be | –    | – | –  | – | – | –  | –  | –  | – |
| 2010     | Bejutott      | 4.   | 5 | 2  | 1 | 2 | 18 | 13 | +5 | 7 |
| Összesen | 1/7           | –    | 5 | 2  | 1 | 2 | 18 | 13 | +5 | 7 |

## Az edző
A válogatott edzője, Jose Alecio Da Silva 1968. szeptember 27-én született, brazil nemzetiségű.
Játékosként a következő csapatokban szerepelt: Voltorantin Pernambuco (brazil), FC Barcelona (spanyol), Inter Ulbra Porto Alegre (brazil), CR Vasco de Gama (brazil), MFK Szpartak Moszkva (orosz), TTG-Java Yugorsk (orosz), edzőként pedig Szpartak Moszkvánál és a TTG-Java Yugorsk-nál, majd a Kairat Almaty-nál (az UEFA Futsal Kupa elődöntőjébe vezényelte együttesét) dolgozott és utána következett Azerbajdzsán nemzeti válogatottjának kispadja.

## Jelenlegi keret
A 2010-es futsal-Európa-bajnokságra a következő 12 játékost nevezték:
- Andrey Tveryankin
- Sergey Chuykov
- Serjão
- Felipe
- Alves
- Rajab Farajzadeh
- Rizvan Farzaliyev
- Thiago
- Biro Jade
- Namig Mammadkarimov
- Marat Salyanski
- Vitaliy Borisov